# Melaleuca pentagona
Melaleuca pentagona är en myrtenväxtart som beskrevs av Jacques-Julien Houtou de La Billardière. Melaleuca pentagona ingår i släktet Melaleuca och familjen myrtenväxter.
Artens utbredningsområde är Western Australia.

## Underarter
Arten delas in i följande underarter:
- M. p. latifolia
- M. p. pentagona
- M. p. raggedensis